# Лазиська (Опольський повіт)
Лазиська (пол. Łaziska) — село в Польщі, у гміні Лазіська Опольського повіту Люблінського воєводства.
Населення — 500 осіб (2011).
У 1975-1998 роках село належало до Люблінського воєводства.

## Демографія
Демографічна структура станом на 31 березня 2011 року:
|          | Загалом | Допрацездатний вік | Працездатний вік | Постпрацездатний вік |
| -------- | ------- | ------------------ | ---------------- | -------------------- |
| Чоловіки | 239     | 56                 | 155              | 28                   |
| Жінки    | 261     | 53                 | 152              | 56                   |
| Разом    | 500     | 109                | 307              | 84                   |